# Poesia Festival
Poesia Festival è un festival letterario che si svolge dal 2005 nel mese di settembre nei comuni dell'Unione Terre di Castelli, in provincia di Modena, cui si sono aggiunti nel tempo altri comuni della stessa provincia, come Castelfranco Emilia e Modena.

## Storia e organizzazione

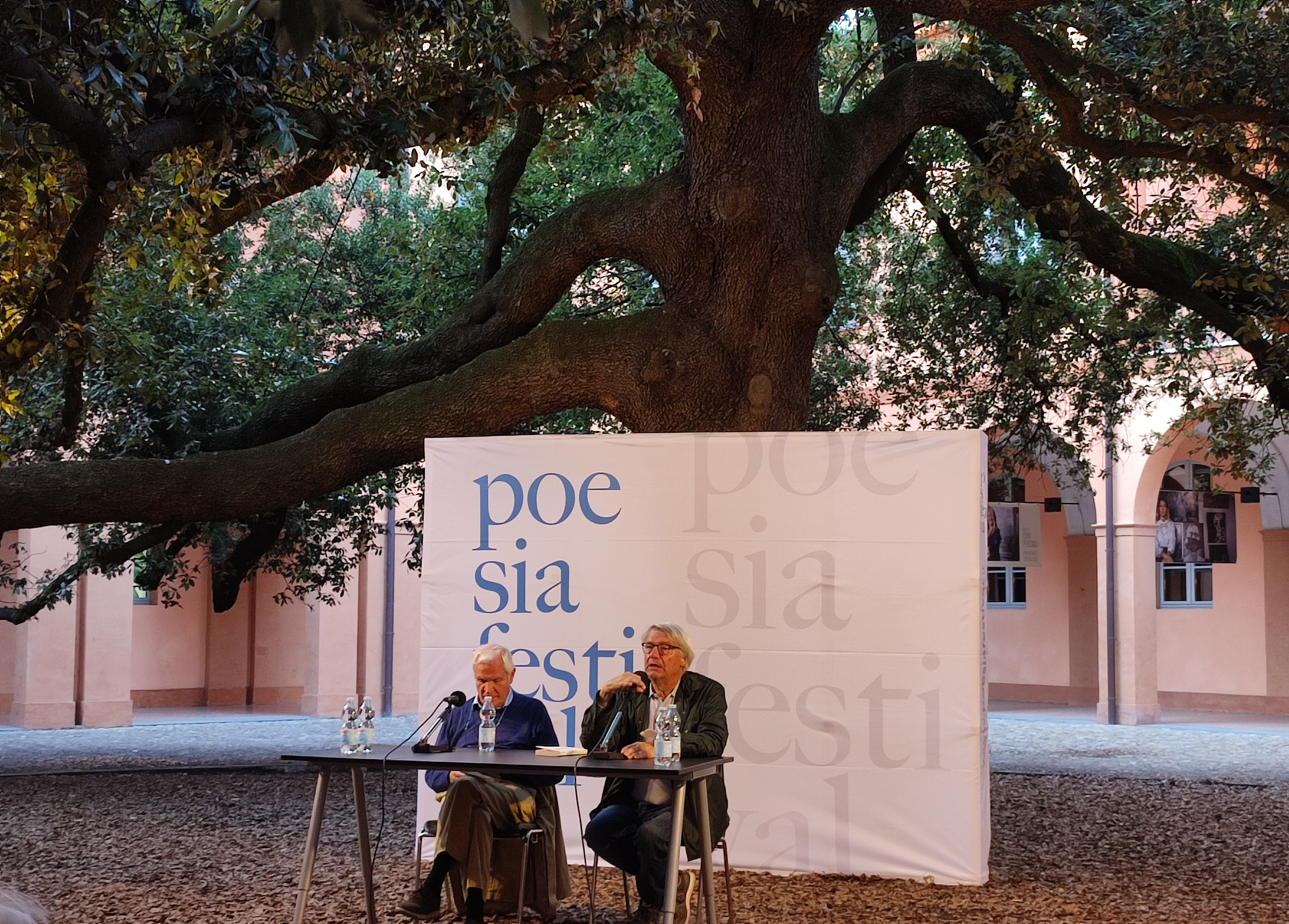
Nicola Crocetti con Alberto Bertoni al Poesia Festival 2022

La prima edizione del festival si svolge nel 2005, a partire da un progetto promosso dall'Unione Terre di Castelli, unione di comuni che all'epoca comprendeva cinque comuni dell'area meridionale della provincia di Modena: Castelnuovo Rangone, Castelvetro di Modena, Savignano sul Panaro, Spilamberto e Vignola. L'idea nasce da Roberto Alperoli, all'epoca sindaco di Castenuovo Rangone, il quale propone di dotare l'Unione Terre di Castelli, nata nel 2002, di una manifestazione culturale comune per tutto il territorio.
Nel corso degli anni, il festival ha allargato la partecipazione ad altri comuni sempre della provincia modenese, seguendo l'ampliamento progressivo dell'Unione Terre di Castelli ai territori di Marano sul Panaro (entrato nel festival nel 2007), Guiglia e Zocca (dal 2016), oltre ad accogliere altri comuni al di fuori dell'unione propriamente, come Maranello (partecipante dal 2007 al 2015), Castelfranco Emilia (a partire dal 2011) e la città di Modena (presente dal 2018).
ll festival è stato organizzato dall'Unione Terre di Castelli dal 2005 al 2015, mentre dal 2016 la direzione organizzativa è affidata all'associazione Laboratorio Musicale del Frignano. Il comitato scientifico è composto da Roberto Alperoli (direttore), Alberto Bertoni, Roberto Galaverni, Emilio Rentocchini e Andrea Candeli (direttore di produzione).
Oltre a diverse aziende del territorio che l'hanno sostenuto nel tempo, Poesia Festival è supportato fin dall'inizio, oltre che dai comuni che lo ospitano e dall'Unione Terre di Castelli, dalla Fondazione di Vignola e dalla Fondazione Cassa di Risparmio di Modena.

## Il festival

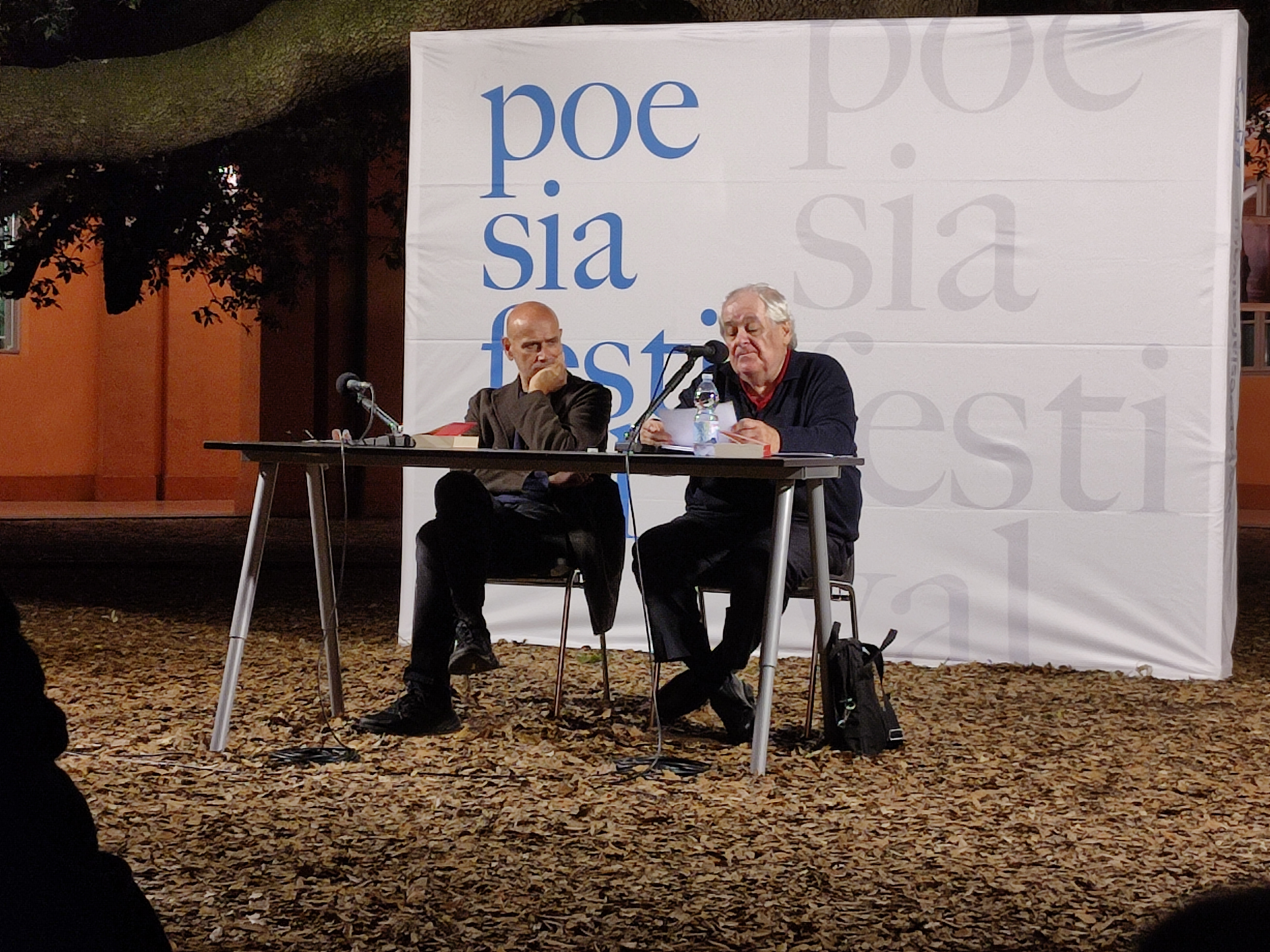
Milo De Angelis con Roberto Galaverni al Poesia Festival 2022

Poesia Festival nasce come manifestazione culturale e come veicolo di promozione per il territorio posto a sud della città di Modena e che raggiunge la prima fascia collinare ai piedi dell'Appennino. Fin dalla prima edizione, la formula ha cercato di unire gli eventi a carattere letterario, che hanno visto avvicendarsi molti poeti italiani e internazionali contemporanei, a momenti di spettacolo dedicati alla poesia e alla parola con volti noti del cinema, del teatro, della televisione e del giornalismo. In questo modo, Poesia Festival fa convivere nello stesso programma nomi conosciuti al grande pubblico e nomi di poeti di valore, ma che quasi mai godono delle stesse attenzioni da parte dei media. Tra gli artisti che hanno preso parte alla manifestazione, Francesco Guccini, Morgan, Angelo Branduardi, Lucia Poli, Paolo Poli, Giovanna Marini, Kim Rossi Stuart, Alessio Boni, Amanda Sandrelli, Alessandro Preziosi, Cristina Donà, Michele Placido, Andrea Griminelli.

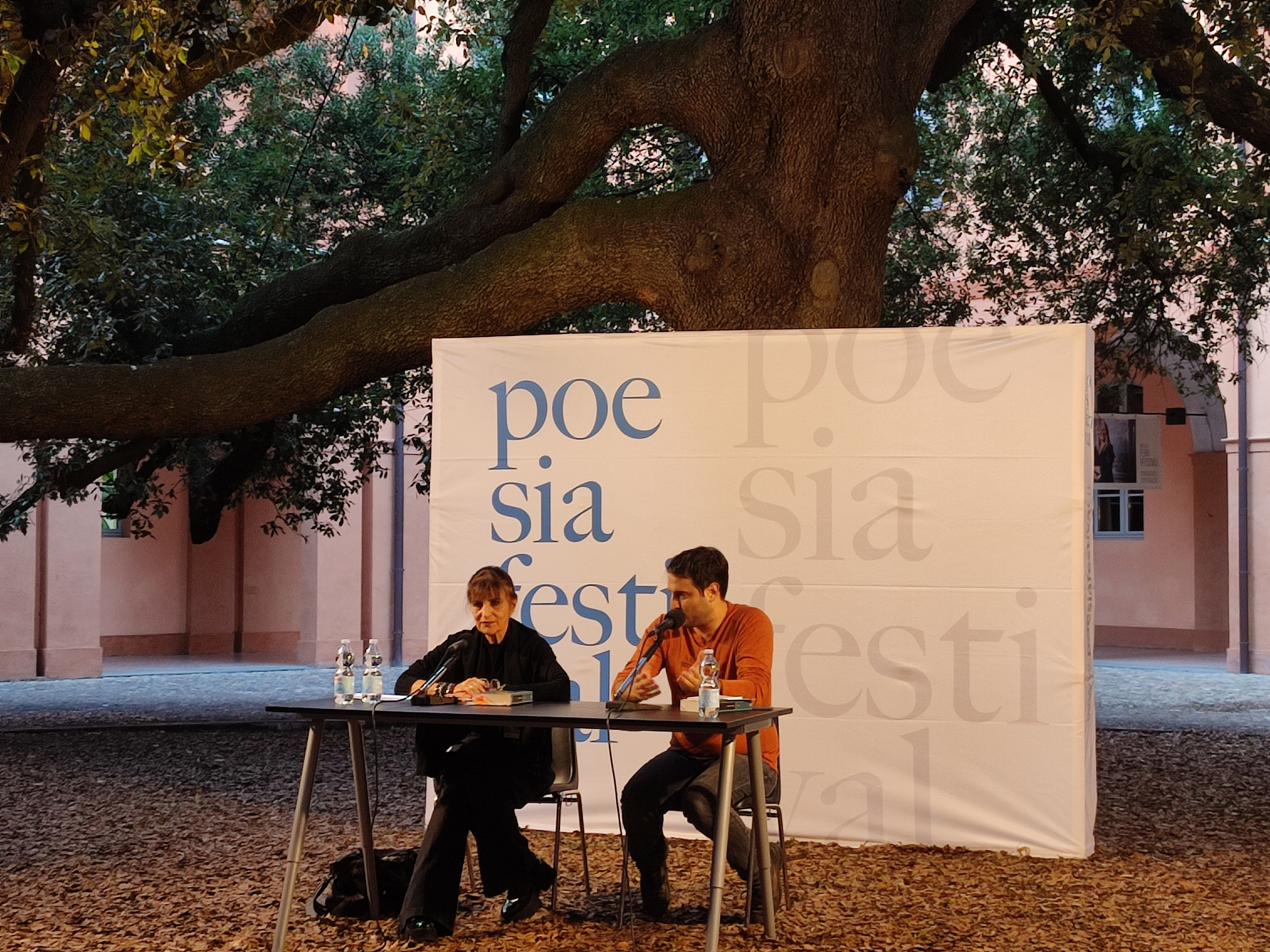
Silvia Bre con Marco Bini al Poesia Festival 2022

Particolarità del festival è di non svolgersi in una grande città o in un unico centro capoluogo, ma di essere una manifestazione diffusa su più piccoli e medi comuni che porta la parola poetica e la presenza viva dei poeti contemporanei nelle piazze e nei piccoli centri di questo angolo di provincia modenese, con l'intenzione di valorizzare allo stesso tempo l'incontro con il pubblico e la cornice in cui questo avviene.

## Poeti e studiosi partecipanti
Poesia Festival ha visto negli anni la partecipazione di numerosi tra i maggiori poeti italiani e stranieri contemporanei, oltre che di molti tra i più apprezzati studiosi di letteratura a livello nazionale.

### Poeti italiani
- Filippo Amadei
- Cristina Alziati
- Antonella Anedda
- Massimiliano Aravecchia
- Luca Ariano
- Franco Arminio
- Daniela Attanasio
- Silvia Avallone
- Nanni Balestrini
- Dina Basso
- Alberto Bellocchio
- Alessandra Berardi
- Alberto Bertoni
- Alberto Bevilacqua
- Elisa Biagini
- Matteo Bianchi
- Nicoletta Bidoia
- Marco Bini
- Carlo Bordini
- Maria Borio
- Silvia Bre
- Tiziano Broggiato
- Franco Buffoni
- Dome Bulfaro
- Maria Grazia Calandrone
- Neviana Calzolari
- Chandra Livia Candiani
- Cardiopoetica
- Stefano Carrai
- Federico Carrera
- Chiara Carminati
- Anna Maria Carpi
- Giorgio Casali
- Nadia Cavalera
- Cléry Celeste
- Roberto Cescon
- Lorenzo Chiuchiù
- Giuseppe Conte
- Rosita Copioli
- Agostino Cornali
- Maurizio Cucchi
- Azzurra D'Agostino
- Gianni D'Elia
- Stefano Dal Bianco
- Milo De Angelis
- Eugenio De Signoribus
- Nino De Vita
- Serena Di Biase
- Tommaso Di Dio
- Roberta Dapunt
- Roberto Deidier
- Alba Donati
- Paolo Donini
- Giovanni Fantasia
- Matteo Fantuzzi
- Paolo Febbraro
- Umberto Fiori
- Alessandro Fo
- Marcello Fois
- Biancamaria Frabotta
- Fabio Franzin
- Gabriele Frasca
- Tiziano Fratus
- Guido Mattia Gallerani
- Carmen Gallo
- Francesco Genitoni
- Massimo Gezzi
- Andrea Gibellini
- Franca Grisoni
- Mariangela Gualtieri
- Paolo Fabrizio Iacuzzi

- Jolanda Insana
- Antonella Kubler
- Vivian Lamarque
- Paolo Lanaro
- Isabella Leardini
- Franco Loi
- Paola Loreto
- Valerio Magrelli
- Giancarlo Majorino
- Franca Mancinelli
- Matteo Marchesini
- Franco Marcoaldi
- Lorenzo Mari
- Alberto Masala
- Stefano Massari
- Luciano Mazziotta
- Modena City Rimers
- Guido Monti
- Roberto Mussapi
- Luigi Nacci
- Nina Nasilli
- Giampiero Neri
- Antonio Nesci
- Aldo Nove
- Piero Simon Ostan
- Bernardo Pacini
- Roberto Pazzi
- Elio Pecora
- Umberto Piersanti
- Roberto Piumini
- Giancarlo Pontiggia
- Fabio Pusterla
- Pier Damiano Ori
- Giusi Quarenghi
- Loretto Rafanelli
- Emilio Rentocchini
- Antonio Riccardi
- Jacqueline Risset
- Davide Rondoni
- Tiziano Rossi
- Edoardo Sanguineti
- Mario Santagostini
- Giuliano Scabia
- Tiziano Scarpa
- Francesco Scarabicchi
- Francesca Serragnoli
- Stefano Serri
- Gabriella Sica
- Stefano Simoncelli
- Christian Sinicco
- Giancarlo Sissa
- Carlo Alberto Sitta
- Luigi Socci
- Laura Solieri
- Luigia Sorrentino
- Francesco Targhetta
- Enrico Testa
- Mariagiorgia Ulbar
- Patrizia Valduga
- Paolo Valesio
- Maria Luisa Vezzali
- Gabriele Vezzani
- Mariadonata Villa
- Gian Mario Villalta
- Cesare Viviani
- Giovanna Cristina Vivinetto
- Kabir Yusuf Abukar
- Matteo Zattoni
- Sergio Zavoli
- Valentino Zeichen
- Julian Zhara

### Poeti internazionali
- Adonis
- Prisca Agustoni
- Fabiano Alborghetti
- Claribel Alegría
- Simon Armitage
- Vanni Bianconi
- Yves Bonnefoy
- Alí Calderón
- Andrea Cote
- Ann Cotten
- John Giorno
- Kim Ki Dong
- Alberto Fregenal
- Jorie Graham
- Durs Grünbein
- Nathalie Handal
- Tony Harrison
- Michael Krüger
- Raquel Lanseros
- Yang Lian
- Jamie McKendrick
- Luis Garcia Montero
- Paul Muldoon
- Daniel Rodriguez Moya
- Benjamin Prado
- Ed Sanders
- Jean-Pierre Siméon
- Fernando Valverde
- Willem Van Toorn

### Critici e studiosi
- Alberto Asor Rosa
- Claudia Baracchi
- Alfonso Berardinelli
- Alberto Bertoni
- Franco Bevini
- Alberto Casadei
- Nicola Crocetti
- Paolo Di Paolo
- Paolo Donini
- Giulio Ferroni
- Nadia Fusini
- Roberto Galaverni
- Guido Mattia Gallerani
- Andrea Gibellini
- Paolo Lagazzi
- Niva Lorenzini
- Matteo Marchesini
- Massimo Raffaeli
- Ezio Raimondi
- Marco Santagata
- Walter Siti